# Вольная борьба на летних Олимпийских играх 1968 — до 63 кг
Соревнования по вольной борьбе в рамках Олимпийских игр 1968 года в полулёгком весе (до 63 килограммов) прошли в Мехико с 17 по 29 октября 1968 года в «Ice Rink of the Insurgents».
Турнир проводился по системе с начислением штрафных баллов.
- 0 штрафных очков в случае чистой победы или дисквалификации противника, а также неявки;
- 0,5 штрафных очка в случае победы ввиду явного технического превосходства (на восемь и более баллов);
- 1 штрафное очко в случае победы по баллам (с разницей менее восьми баллов);
- 2 штрафных очка в случае результативной ничьей;
- 2,5 штрафных очка в случае безрезультатной ничьей (пассивной ничьей);
- 3 штрафных очка в случае поражения по баллам (с разницей менее восьми баллов);
- 3,5 штрафных очка в случае поражения ввиду явного технического превосходства соперника (на восемь и более баллов);
- 4 штрафных очка в случае чистого поражения или дисквалификации а также неявки.

Трое оставшихся борцов выходили в финал, где проводили встречи между собой. Встречи между финалистами, состоявшиеся в предварительных схватках, шли в зачёт. Схватка по регламенту турнира продолжалась 9 минут в три трёхминутных периода, в партер ставили менее активного борца. Мог быть назначен овертайм. 
В полулёгком весе боролись 23 участника. Самым молодым участником был 19-летний Вехби Акдаг, самым возрастным 30-летний Антонио Сеноза. Безусловным фаворитом турнира был японец Масааки Канэко, чемпион мира 1966 и 1967 годов. Он без проблем добрался до финала, куда вместе с ним вышли болгарин Енё Тодоров и иранец Шамседдин Сейед-Аббаси. В трёх финальных встречах была одержана лишь одна победа, в результате Канэко с одной победой и одной ничьей стал чемпионом, Тодоров с двумя ничьими серебряным призёром, а Сейед-Аббаси с ничьей и поражением занял третье место.   

## Призовые места
- Масааки Канэко (JPN)
- Енё Тодоров (BUL)
- Шамседдин Сейед-Аббаси (IRI)

## Первый круг
| Штрафных баллов | Участник 1                   | Результат               | Участник 2              | Штрафных баллов |
| --------------- | ---------------------------- | ----------------------- | ----------------------- | --------------- |
| 1               | Вехби Акдаг (TUR)            | По очкам                | Юрген Лужак (GDR)       | 3               |
| 1               | Шамседдин Сейед-Аббаси (IRI) | По очкам                | Роберт Дуглас (USA)¹    | 3               |
| 1               | Елкан Тедеев (URS)           | По очкам                | Мохаммад Эбрахими (AFG) | 3               |
| 1               | Цэдендамбин Нацагдорж (MGL)  | По очкам                | Тадеуш Годинь (POL)     | 3               |
| 0               | Масааки Канэко (JPN)         | Туше (2:47)             | Габриэль Руз (MEX)      | 4               |
| 0               | Чхве Джон Хёк (KOR)          | Туше (2:24)             | Онезимо Руфино (DOM)    | 4               |
| 0,5             | Петре Коман (ROU)            | За явным превосходством | Джон МакКуртни (GBR)    | 3,5             |
| 1               | Йожеф Ружняк (HUN)           | По очкам                | Пэт Больгер (CAN)       | 3               |
| 0               | Енё Тодоров (BUL)            | Туше (10:09)            | Хосе Рамос (CUB)        | 4               |
| 0               | Исмаил Аль-Карагули (IRQ)    | Туше (5:45)             | Хосе Луис Гарсия (GUA)  | 4               |
| 0               | Никос Карипидис (GRE)        | Туше (2:47)             | Антонио Сеноза (PHI)    | 4               |
| 0               | Йозеф Энгель (TCH)           | Пропускал               |                         |                 |

¹ Снялся с соревнований

## Второй круг
| Штрафных баллов | Участник 1                   | Результат               | Участник 2                | Штрафных баллов |
| --------------- | ---------------------------- | ----------------------- | ------------------------- | --------------- |
| 2               | Вехби Акдаг (TUR)            | По очкам                | Йозеф Энгель (TCH)        | 3               |
| 1,5             | Шамседдин Сейед-Аббаси (IRI) | За явным превосходством | Юрген Лужак (GDR)         | 6,5             |
| 1               | Елкан Тедеев (URS)           | Туше (9:04)             | Тадеуш Годинь (POL)       | 7               |
| 3               | Цэдендамбин Нацагдорж (MGL)  | Ничья                   | Мохаммад Эбрахими (AFG)¹  | 5               |
| 0               | Чхве Джон Хёк (KOR)          | Туше (2:06)             | Габриэль Руз (MEX)        | 8               |
| 1               | Масааки Канэко (JPN)         | По очкам                | Онезимо Руфино (DOM)      | 7               |
| 1               | Петре Коман (ROU)            | За явным превосходством | Пэт Больгер (CAN)         | 6,5             |
| 1               | Йожеф Ружняк (HUN)           | Туше (5:45)             | Джон МакКуртни (GBR)      | 7,5             |
| 0,5             | Енё Тодоров (BUL)            | За явным превосходством | Исмаил Аль-Карагули (IRQ) | 3,5             |
| 4               | Хосе Рамос (CUB)             | Туше (5:57)             | Антонио Сеноза (PHI)      | 8               |
| 0               | Никос Карипидис (GRE)        | Туше (4:47)             | Хосе Луис Гарсия (GUA)    | 8               |

¹ Снялся с соревнований

## Третий круг
| Штрафных баллов | Участник 1                   | Результат               | Участник 2                  | Штрафных баллов |
| --------------- | ---------------------------- | ----------------------- | --------------------------- | --------------- |
| 1,5             | Шамседдин Сейед-Аббаси (IRI) | Туше (8:39)             | Йозеф Энгель (TCH)          | 7               |
| 3               | Елкан Тедеев (URS)           | Ничья                   | Вехби Акдаг (TUR)           | 4               |
| 1,5             | Масааки Канэко (JPN)         | За явным превосходством | Цэдендамбин Нацагдорж (MGL) | 7,5             |
| 2               | Петре Коман (ROU)            | По очкам                | Чхве Джон Хёк (KOR)         | 3               |
| 1               | Енё Тодоров (BUL)            | За явным превосходством | Йожеф Ружняк (HUN)          | 4,5             |
| 5,5             | Исмаил Аль-Карагули (IRQ)    | Ничья                   | Хосе Рамос (CUB)            | 6               |
| 0               | Никос Карипидис (GRE)        | Пропускал               |                             |                 |

## Четвёртый круг
| Штрафных баллов | Участник 1                   | Результат   | Участник 2            | Штрафных баллов |
| --------------- | ---------------------------- | ----------- | --------------------- | --------------- |
| 6,5             | Вехби Акдаг (TUR)            | Ничья       | Никос Карипидис (GRE) | 2,5             |
| 2,5             | Шамседдин Сейед-Аббаси (IRI) | По очкам    | Елкан Тедеев (URS)    | 6               |
| 1,5             | Масааки Канэко (JPN)         | Туше (5:31) | Чхве Джон Хёк (KOR)   | 7               |
| 2               | Енё Тодоров (BUL)            | По очкам    | Петре Коман (ROU)     | 5               |
| 6,5             | Исмаил Аль-Карагули (IRQ)    | По очкам    | Йожеф Ружняк (HUN)    | 7,5             |

## Пятый круг
| Штрафных баллов | Участник 1                   | Результат   | Участник 2            | Штрафных баллов |
| --------------- | ---------------------------- | ----------- | --------------------- | --------------- |
| 2,5             | Шамседдин Сейед-Аббаси (IRI) | Туше (1:39) | Никос Карипидис (GRE) | 6,5             |
| 2,5             | Масааки Канэко (JPN)         | По очкам    | Петре Коман (ROU)     | 8               |
| 2               | Енё Тодоров (BUL)            | Пропускал   |                       |                 |

## Финал

### Встреча 1
| Штрафных баллов | Участник 1                   | Результат | Участник 2        | Штрафных баллов |
| --------------- | ---------------------------- | --------- | ----------------- | --------------- |
| 4,5             | Шамседдин Сейед-Аббаси (IRI) | Ничья     | Енё Тодоров (BUL) | 4               |
| 2,5             | Масааки Канэко (JPN)         | Пропускал |                   |                 |

### Встреча 2
| Штрафных баллов | Участник 1                   | Результат | Участник 2        | Штрафных баллов |
| --------------- | ---------------------------- | --------- | ----------------- | --------------- |
| 5               | Масааки Канэко (JPN)         | Ничья     | Енё Тодоров (BUL) | 6,5             |
| 4,5             | Шамседдин Сейед-Аббаси (IRI) | Пропускал |                   |                 |

### Встреча 3
| Штрафных баллов | Участник 1           | Результат | Участник 2                   | Штрафных баллов |
| --------------- | -------------------- | --------- | ---------------------------- | --------------- |
| 6,5             | Масааки Канэко (JPN) | По очкам  | Шамседдин Сейед-Аббаси (IRI) | 7,5             |
| 6,5             | Енё Тодоров (BUL)    | Пропускал |                              |                 |